# 우면산인프라웨이
우면산인프라웨이 주식회사(牛眠山― 株式會社)는 파인스트리트그룹 자회사로 우면산터널을 건설·관리·운영하는 대한민국의 기업이다.

## 주요 연혁
- 1998년 9월 9일：우면산개발 주식회사(牛眠山開發 株式會社)라는 상호로 회사 설립. 당시 두산그룹 자회사로 한국중공업(현 두산중공업)이 최대주주였다.
- 2003년 10월 23일：우면산터널 완공
- 2004년 1월 6일：우면산터널 개통
- 2005년 4월：최대주주가 두산중공업에서 맥쿼리한국인프라투융자회사로 변경과 동시에 두산그룹 자회사에서 맥쿼리 그룹 자회사로 편입되었다.
- 2007년：우면산개발에서 현재의 상호로 변경
- 2016년 1월 14일：최대주주가 맥쿼리한국인프라투융자회사에서 파인스트리트우면산터널전문사모투자신탁 1호로 변경과 동시에 맥쿼리 그룹 자회사에서 파인스트리트그룹 자회사로 편입되었다.
- 2017년 3월 1일：우면산터널 요금소에 하이패스를 설치하였다.[1]

## 같이 보기
- 우면산터널